# Vicepresidente de Liberia
El Vicepresidente o Vicepresidenta de Liberia es el segundo ejecutivo de mayor jerarquía en el gobierno liberiano. la actual vicepresidenta es Jewel Taylor. Comenzó su mandato el 22 de enero de 2018.

## Historia
El 26 de julio de 1847 los colonos estadounidenses declararon la independencia de la República de Liberia y Joseph Jenkins Roberts se convirtió en su primer presidente y Nathaniel Brander en el primer vicepresidente. El cargo se ha mantenido ocupado salvo en contadas ocasiones en los que ha quedado vacante.
En la mayoría de los casos el vicepresidente suele pertenecer al partido del presidente. En 2017 el presidente electo, George Weah, es el primero en elegir a un vicepresidente que no pertenece a su partido, Jewel Taylor.

## Elección
Según la constitución de 1986, el presidente y el vicepresidente serán elegidos por sufragio universal entre los votantes inscritos para tal evento (artículo 50).
El candidato debe ser liberiano, tener más de 35 años, haber residido ininterrumpidamente diez años en el país y no ser del mismo condado que el presidente. Además, debe presentar una declaración de bienes no inferior a 250.000 dólares (artículo 52).

## Mandato
El cargo de vicepresidente de Liberia elegido por un período de seis años, con posibilidad de una reelección. Según el artículo 62 el presidente puede ser removido de su cargo si se encuentra bajo acusación de traición, mala conducta o violación de la Constitución. En caso de que el cargo de vicepresidente quede vacante, el presidente deberá nombrar inmediatamente un sucesor (artículo 63).

## Poderes
El vicepresidente tiene como funciones asesorar al presidente y desempeñará funciones que el presidente considere oportuno delegar en él. Además será presidente del Senado, y presidir sus deliberaciones sin derecho a voto, excepto en el caso de un empate de voto. Asistirá a las reuniones del gabinete y otras reuniones gubernamentales (artículo 51). En los casos que la presidencia quede vacante será asumida por el vicepresidente que completará el mandato presidencial (artículo 63).

## Lista de vicepresidentes (1848- )
| Espectro político                                |
| ------------------------------------------------ |
| Republicano Whig militar NDPL NPP Unidad CDC MDR |

- muerto en el cargo (†)
- desposeído por un golpe de Estado (♠)

| Vicepresidente | Vicepresidente                                                                                 | Vicepresidente                                                                                 | Inicio                                                                                         | Fin                                                                                            | Partido                                                                                        | Elecciones                                                                                     | Presidente                         | Presidente                         | Presidente |
| -------------- | ---------------------------------------------------------------------------------------------- | ---------------------------------------------------------------------------------------------- | ---------------------------------------------------------------------------------------------- | ---------------------------------------------------------------------------------------------- | ---------------------------------------------------------------------------------------------- | ---------------------------------------------------------------------------------------------- | ---------------------------------- | ---------------------------------- | ---------- |
|                |                                                                                                | Nathaniel Brander (1796-1860)                                                                  | 3 de enero de 1848                                                                             | 7 de enero de 1850                                                                             | independiente                                                                                  | 18471849                                                                                       |                                    | Joseph Jenkins Roberts (1809-1876) |            |
|                |                                                                                                | Anthony D. Williams (1799-1860)                                                                | 7 de enero de 1850                                                                             | 2 de enero de 1854                                                                             | independiente                                                                                  | 1851                                                                                           |                                    | Joseph Jenkins Roberts (1809-1876) |            |
|                |                                                                                                | Stephen Allen Benson (1815-1865)                                                               | 2 de enero de 1854                                                                             | 7 de enero de 1856                                                                             | independiente                                                                                  | 1853                                                                                           |                                    | Joseph Jenkins Roberts (1809-1876) |            |
|                |                                                                                                | Beverly Page Yates (1811-1883)                                                                 | 7 de enero de 1856                                                                             | 2 de enero de 1860                                                                             | independiente                                                                                  | 18551857                                                                                       |                                    | Stephen Allen Benson (1816-1865)   |            |
|                |                                                                                                | Daniel Bashiel Warner (1815-1880)                                                              | 2 de enero de 1860                                                                             | 4 de enero de 1864                                                                             | independiente                                                                                  | 18591861                                                                                       |                                    | Stephen Allen Benson (1816-1865)   |            |
|                |                                                                                                | James M. Priest (¿-1883)                                                                       | 4 de enero de 1864                                                                             | 6 de enero de 1868                                                                             | Republicano                                                                                    | 18631865                                                                                       |                                    | Daniel Bashiel Warner (1864-1868)  |            |
|                |                                                                                                | Joseph Gibson (1823-?)                                                                         | 6 de enero de 1868                                                                             | 3 de enero de 1870                                                                             | Republicano                                                                                    | 1867                                                                                           |                                    | James Spriggs Payne (1868-1870)    |            |
|                |                                                                                                | James Skivring Smith (1825-1884)                                                               | 3 de enero de 1870                                                                             | 26 de octubre de 1871                                                                          | Whig                                                                                           | 1869                                                                                           |                                    | Edward James Roye (1870-1871)      |            |
|                | Vacante por ascenso a presidente (26 de octubre de 1871 - 1 de enero de 1872)                  | Vacante por ascenso a presidente (26 de octubre de 1871 - 1 de enero de 1872)                  | Vacante por ascenso a presidente (26 de octubre de 1871 - 1 de enero de 1872)                  | Vacante por ascenso a presidente (26 de octubre de 1871 - 1 de enero de 1872)                  | Vacante por ascenso a presidente (26 de octubre de 1871 - 1 de enero de 1872)                  | 1869                                                                                           |                                    | James Skivring Smith (1819-1882)   |            |
|                |                                                                                                | Anthony W. Gardiner (1820-1885)                                                                | 1 de enero de 1872                                                                             | 3 de enero de 1876                                                                             | Republicano                                                                                    | 18711873                                                                                       |                                    | Joseph Jenkins Roberts (1872-1876) |            |
|                |                                                                                                | Charles Harmon (1832-?)                                                                        | 3 de enero de 1876                                                                             | 7 de enero de 1878                                                                             | Republicano                                                                                    | 1875                                                                                           |                                    | James Spriggs Payne (1876-1878)    |            |
|                |                                                                                                | Alfred Francis Russell (1820-1885)                                                             | 7 de enero de 1878                                                                             | 20 de enero de 1883                                                                            | Whig                                                                                           | 187718791881                                                                                   |                                    | Anthony W. Gardiner (1878-1883)    |            |
|                | Vacante por ascenso a presidente (20 de enero de 1883 - 7 de enero de 1884)                    | Vacante por ascenso a presidente (20 de enero de 1883 - 7 de enero de 1884)                    | Vacante por ascenso a presidente (20 de enero de 1883 - 7 de enero de 1884)                    | Vacante por ascenso a presidente (20 de enero de 1883 - 7 de enero de 1884)                    | Vacante por ascenso a presidente (20 de enero de 1883 - 7 de enero de 1884)                    | Vacante por ascenso a presidente (20 de enero de 1883 - 7 de enero de 1884)                    |                                    | Alfred Francis Russell (1883-1884) |            |
|                |                                                                                                | James Thompson (¿-?)                                                                           | 7 de enero de 1884                                                                             | 4 de enero de 1892                                                                             | Whig                                                                                           | 1883188518871889                                                                               |                                    | Hilary R. W. Johnson (1884-1892)   |            |
|                |                                                                                                | William David Coleman (1842-1908)                                                              | 4 de enero de 1892                                                                             | 12 de noviembre de 1896                                                                        | Whig                                                                                           | 18911893                                                                                       |                                    | Joseph James Cheeseman (1892-1896) |            |
|                | Vacante por ascenso a presidente (12 de noviembre de 1896 - 3 de enero de 1898)                | Vacante por ascenso a presidente (12 de noviembre de 1896 - 3 de enero de 1898)                | Vacante por ascenso a presidente (12 de noviembre de 1896 - 3 de enero de 1898)                | Vacante por ascenso a presidente (12 de noviembre de 1896 - 3 de enero de 1898)                | Vacante por ascenso a presidente (12 de noviembre de 1896 - 3 de enero de 1898)                | 1895                                                                                           |                                    | William David Coleman (1896-1900)  |            |
|                |                                                                                                | Joseph J. Ross (1842-1899)                                                                     | 3 de enero de 1898                                                                             | 24 de octubre de 1899 (†)                                                                      | Whig                                                                                           | 18971899                                                                                       |                                    | William David Coleman (1896-1900)  |            |
|                | Vacante por fallecimiento (24 de octubre de 1899 - 6 de enero de 1902)                         |                                                                                                |                                                                                                |                                                                                                |                                                                                                |                                                                                                |                                    | William David Coleman (1896-1900)  |            |
|                |                                                                                                | Garretson W. Gibson (1900-1904)                                                                |                                                                                                |                                                                                                |                                                                                                |                                                                                                |                                    |                                    |            |
|                |                                                                                                | Joseph D. Summerville (1860-1905)                                                              | 6 de enero de 1902                                                                             | 27 de julio de 1905 (†)                                                                        | Whig                                                                                           | 19011903                                                                                       |                                    |                                    |            |
|                |                                                                                                | Joseph D. Summerville (1860-1905)                                                              | 6 de enero de 1902                                                                             | 27 de julio de 1905 (†)                                                                        | Whig                                                                                           | 19011903                                                                                       | Arthur Barclay (1904-1912)         |                                    |            |
|                | Vacante por fallecimiento (27 de julio de 1905 - 1 de enero de 1906)                           |                                                                                                |                                                                                                |                                                                                                |                                                                                                |                                                                                                |                                    |                                    |            |
|                |                                                                                                | James Jenkins Dossen (1866-1924)                                                               | 1 de enero de 1906                                                                             | 1 de enero de 1912                                                                             | Whig                                                                                           | 19051907                                                                                       |                                    |                                    |            |
|                |                                                                                                | Samuel George Harmon (1861-1925)                                                               | 1 de enero de 1912                                                                             | 5 de enero de 1920                                                                             | Whig                                                                                           | 19111915                                                                                       |                                    | Daniel Edward Howard (1912-1920)   |            |
|                |                                                                                                | Samuel Alfred Ross (1870-1929)                                                                 | 5 de enero de 1920                                                                             | 1 de enero de 1924                                                                             | Whig                                                                                           | 1919                                                                                           |                                    | Charles D. B. King (1861-1935)     |            |
|                |                                                                                                | Henry Too Wesley (1877-1944)                                                                   | 1 de enero de 1924                                                                             | 2 de enero de 1928                                                                             | Whig                                                                                           | 1923                                                                                           |                                    | Charles D. B. King (1861-1935)     |            |
|                |                                                                                                | Allen Yancy (1881-1941)                                                                        | 2 de enero de 1928                                                                             | 3 de diciembre de 1930                                                                         | Whig                                                                                           | 1927                                                                                           |                                    | Charles D. B. King (1861-1935)     |            |
|                |                                                                                                | James Skivring Smith, Jr. (1891-1950)                                                          | 3 de diciembre de 1930                                                                         | 3 de enero de 1944                                                                             | Whig                                                                                           | 19311939                                                                                       |                                    | Edwin Barclay (1930-1944)          |            |
|                |                                                                                                | Clarence Lorenzo Simpson (1896-1969)                                                           | 3 de enero de 1944                                                                             | 1 de enero de 1952                                                                             | Whig                                                                                           | 1943                                                                                           |                                    | William Tubman (1944-1971)         |            |
|                |                                                                                                | William R. Tolbert (1913-1980)                                                                 | 1 de enero de 1952                                                                             | 23 de julio de 1971                                                                            | Whig                                                                                           | 19511955195919631967                                                                           |                                    | William Tubman (1944-1971)         |            |
|                | Vacante por ascenso a presidente (23 de julio de 1971 - abril de 1972)                         | Vacante por ascenso a presidente (23 de julio de 1971 - abril de 1972)                         | Vacante por ascenso a presidente (23 de julio de 1971 - abril de 1972)                         | Vacante por ascenso a presidente (23 de julio de 1971 - abril de 1972)                         | Vacante por ascenso a presidente (23 de julio de 1971 - abril de 1972)                         | 1971                                                                                           |                                    | William R. Tolbert (1971-1980)     |            |
|                |                                                                                                | James Edward Greene (1914-1977)                                                                | abril de 1972                                                                                  | 22 de julio de 1977 (†)                                                                        | Whig                                                                                           | 19711975                                                                                       |                                    | William R. Tolbert (1971-1980)     |            |
|                | Vacante por fallecimiento (22 de julio de 1977 - 31 de octubre de 1977)                        |                                                                                                |                                                                                                |                                                                                                |                                                                                                |                                                                                                |                                    | William R. Tolbert (1971-1980)     |            |
|                |                                                                                                | Bennie Dee Warner (1935-)                                                                      | 31 de octubre de 1977                                                                          | 12 de abril de 1980                                                                            | Whig                                                                                           | 1975                                                                                           |                                    | William R. Tolbert (1971-1980)     |            |
|                | Vacante Consejo de Redención Popular (12 de abril de 1980 - 6 de enero de 1986)                | Vacante Consejo de Redención Popular (12 de abril de 1980 - 6 de enero de 1986)                | Vacante Consejo de Redención Popular (12 de abril de 1980 - 6 de enero de 1986)                | Vacante Consejo de Redención Popular (12 de abril de 1980 - 6 de enero de 1986)                | Vacante Consejo de Redención Popular (12 de abril de 1980 - 6 de enero de 1986)                | Vacante Consejo de Redención Popular (12 de abril de 1980 - 6 de enero de 1986)                |                                    | Samuel Kanyon Doe (1980-1990)      |            |
|                |                                                                                                | Harry Moniba (1937-2004)                                                                       | 6 de enero de 1986                                                                             | 9 de septiembre de 1990 (†)                                                                    | NDPL                                                                                           | 1985                                                                                           |                                    | Samuel Kanyon Doe (1980-1990)      |            |
|                | Vacante Gobierno de Unidad Nacional (22 de noviembre de 1990 - 7 de marzo de 1994)             | Vacante Gobierno de Unidad Nacional (22 de noviembre de 1990 - 7 de marzo de 1994)             | Vacante Gobierno de Unidad Nacional (22 de noviembre de 1990 - 7 de marzo de 1994)             | Vacante Gobierno de Unidad Nacional (22 de noviembre de 1990 - 7 de marzo de 1994)             | Vacante Gobierno de Unidad Nacional (22 de noviembre de 1990 - 7 de marzo de 1994)             | Vacante Gobierno de Unidad Nacional (22 de noviembre de 1990 - 7 de marzo de 1994)             |                                    | Amos Sawyer (1990-1994)            |            |
|                | Vacante Consejo de Estado (7 de marzo de 1994 - 2 de agosto de 1997)                           | Vacante Consejo de Estado (7 de marzo de 1994 - 2 de agosto de 1997)                           | Vacante Consejo de Estado (7 de marzo de 1994 - 2 de agosto de 1997)                           | Vacante Consejo de Estado (7 de marzo de 1994 - 2 de agosto de 1997)                           | Vacante Consejo de Estado (7 de marzo de 1994 - 2 de agosto de 1997)                           | Vacante Consejo de Estado (7 de marzo de 1994 - 2 de agosto de 1997)                           |                                    | David D. Kpormakpor (1994-1995)    |            |
|                | Vacante Consejo de Estado (7 de marzo de 1994 - 2 de agosto de 1997)                           | Vacante Consejo de Estado (7 de marzo de 1994 - 2 de agosto de 1997)                           | Vacante Consejo de Estado (7 de marzo de 1994 - 2 de agosto de 1997)                           | Vacante Consejo de Estado (7 de marzo de 1994 - 2 de agosto de 1997)                           | Vacante Consejo de Estado (7 de marzo de 1994 - 2 de agosto de 1997)                           | Vacante Consejo de Estado (7 de marzo de 1994 - 2 de agosto de 1997)                           | Wilton G. S. Sankawulo (1995-1996) |                                    |            |
|                | Vacante Consejo de Estado (7 de marzo de 1994 - 2 de agosto de 1997)                           | Vacante Consejo de Estado (7 de marzo de 1994 - 2 de agosto de 1997)                           | Vacante Consejo de Estado (7 de marzo de 1994 - 2 de agosto de 1997)                           | Vacante Consejo de Estado (7 de marzo de 1994 - 2 de agosto de 1997)                           | Vacante Consejo de Estado (7 de marzo de 1994 - 2 de agosto de 1997)                           | Vacante Consejo de Estado (7 de marzo de 1994 - 2 de agosto de 1997)                           | Ruth Perry (1996-1997)             |                                    |            |
|                |                                                                                                | Enoch Dogolea (1951-2000)                                                                      | 2 de agosto de 1997                                                                            | 24 de junio de 2000                                                                            | NPP                                                                                            | 1997                                                                                           |                                    | Charles Ghankay Taylor (1997-2003) |            |
|                | Vacante por fallecimiento (24 de junio de 2000 - 24 de julio de 2000)                          |                                                                                                |                                                                                                |                                                                                                |                                                                                                |                                                                                                |                                    | Charles Ghankay Taylor (1997-2003) |            |
|                |                                                                                                | Moses Blah (1947-2013)                                                                         | 24 de julio de 2000                                                                            | 11 de agosto de 2003                                                                           | NPP                                                                                            |                                                                                                |                                    | Charles Ghankay Taylor (1997-2003) |            |
|                | Vacante por ascenso a presidente (24 de junio de 2000 - 24 de julio de 2000)                   | Vacante por ascenso a presidente (24 de junio de 2000 - 24 de julio de 2000)                   | Vacante por ascenso a presidente (24 de junio de 2000 - 24 de julio de 2000)                   | Vacante por ascenso a presidente (24 de junio de 2000 - 24 de julio de 2000)                   | Vacante por ascenso a presidente (24 de junio de 2000 - 24 de julio de 2000)                   | Vacante por ascenso a presidente (24 de junio de 2000 - 24 de julio de 2000)                   |                                    | Moses Blah (2003)                  |            |
|                | Vacante Consejo Nacional de Transición de Liberia (11 de agosto de 2003 - 16 de enero de 2006) | Vacante Consejo Nacional de Transición de Liberia (11 de agosto de 2003 - 16 de enero de 2006) | Vacante Consejo Nacional de Transición de Liberia (11 de agosto de 2003 - 16 de enero de 2006) | Vacante Consejo Nacional de Transición de Liberia (11 de agosto de 2003 - 16 de enero de 2006) | Vacante Consejo Nacional de Transición de Liberia (11 de agosto de 2003 - 16 de enero de 2006) | Vacante Consejo Nacional de Transición de Liberia (11 de agosto de 2003 - 16 de enero de 2006) |                                    | Gyude Bryant (2003-2006)           |            |
|                |                                                                                                | Joseph Boakai (1944-)                                                                          | 16 de enero de 2006                                                                            | 22 de enero de 2018                                                                            | Unidad                                                                                         | 20052011                                                                                       |                                    | Ellen Johnson-Sirleaf (2006-2018)  |            |
|                |                                                                                                | Jewel Taylor (1963-)                                                                           | 22 de enero de 2018                                                                            | Presente                                                                                       | CDC                                                                                            | 2017                                                                                           |                                    | George Weah (2018-)                |            |
|                |                                                                                                | Jeremiah Koung (1978-)                                                                         |                                                                                                |                                                                                                | MDR                                                                                            | 2023                                                                                           |                                    | Joseph Boakai (electo)             |            |